# Costa de Leopoldo e Astrid
|  |

A costa de Leopoldo e Astrid é uma parte da Antártida Oriental que se estende do extremo ocidental da plataforma de gelo Oeste aos 81° 24' Este, no limite com a costa de Ingrid Christensen, até ao cabo Penck (66° 43′ S, 87° 43′ L), limite com a Terra de Guilherme II. O mar que banha a costa de Leopoldo e Astrid é o mar de Davis.
De acordo com a nomenclatura da Austrália a costa do Rei Leopoldo e Rainha Astrid (em inglês, King Leopold And Queen Astrid Coast) é a parte oriental da Terra da Princesa Elizabeth e compreende o setor desde os 81° Este até ao cabo Penck. Para a Austrália o setor entre os 81° Este e o extremo ocidental da barreira de gelo Oeste aos 81° 24' Este faz parte da costa do Rei Leopoldo e Rainha Astrid. Embora a área seja reclamada pela Austrália como parte do Território Antártico Australiano, está sujeita às restrições estabelecidas pelo Tratado Antártico.
Esta costa foi descoberta e explorada pelo avião do navio baleeiro norueguês Thorshavn em 17 de janeiro de 1934, tripulado pelo tenente Alf Gunnestad e capitão Nils Larsen. O proprietário do navio, Lars Christensen, deu nome à costa em homenagem ao rei Leopoldo III e à rainha Astrid da Bélgica.